# Dromaeolus parallelus
Dromaeolus parallelus är en skalbaggsart som beskrevs av Sharp 1908. Dromaeolus parallelus ingår i släktet Dromaeolus och familjen halvknäppare. Inga underarter finns listade i Catalogue of Life.